# میانی، چکوال
میانی (به انگلیسی: Miani) یک روستا در پاکستان است که در ناحیه چکوال واقع شده‌است.